# Enna nesiotes
Enna nesiotes är en spindelart som beskrevs av Chamberlin 1925. Enna nesiotes ingår i släktet Enna och familjen Trechaleidae. Inga underarter finns listade i Catalogue of Life.